# Charles Bunyan
Pour les articles homonymes, voir Bunyan.
Charles Charlie Bunyan, parfois appelé Charles Bunyan Sr, est un footballeur et entraîneur anglais né le 26 janvier 1869 à Campton, Bedfordshire et mort le 3 août 1922 à Ixelles (Belgique).

## Biographie
Charles Bunyan joue comme gardien de but au Old Horns et au Spital Olympic, avant de rejoindre Chesterfield FC en 1886. Puis il est passé professionnel au Hyde FC, un an plus tard. Il est le portier de Hyde, lorsque le club prend une correction 26-0 à Preston North End en FA Cup en octobre 1887. Ce score reste un record dans le football anglais.
Après avoir joué à Chesterfield FC et Derby County, Bunyan retourne à Chesterfield en 1892 puis joue à Ilkeston Town FC, Heanor Town FC et Walsall FC. Il rejoint New Brompton FC en 1898 pour une saison avant d'aller à Newcastle United FC où il termine sa carrière de footballeur en 1902.
En 1909, il arrive en Belgique et devient entraîneur appointé des équipes de cricket et de football du Racing Club de Bruxelles. Ses fils Cyrille et Maurice sont footballeurs dans l'équipe bruxelloise. Bunyan s'occupe également des joueurs de l'équipe nationale belge. En 1911, il part en Suède pour entraîner Örgryte IS puis l'équipe de Suède aux Jeux olympiques de 1912. 
De retour en Belgique la même année, il s'occupe des joueurs du Standard de Liège, et après un bref retour avec l'équipe de Belgique, sa carrière est interrompue par la Première Guerre mondiale.
Il revient en Belgique, après la guerre où il décède en 1922.